# Камбијано
Камбијано (итал. Cambiano) је насеље у Италији у округу Торино, региону Пијемонт.
Према процени из 2011. у насељу је живело 5784 становника. Насеље се налази на надморској висини од 254 м.

## Становништво
| 1931. | 1936. | 1951. | 1961. | 1971. | 1981. | 1991. | 2001. | 2011. |
| ----- | ----- | ----- | ----- | ----- | ----- | ----- | ----- | ----- |
| 2.474 | 2.383 | 2.695 | 3.004 | 4.124 | 5.415 | 5.769 | 5.799 | 6.215 |